# Francesco De Carli
Francesco De Carli (Monfalcone, 4 marzo 1937 – Pordenone, 19 gennaio 2012) è stato un politico italiano.